# Ширвано-апшеронская архитектурная школа
Ширвано-апшеронская архитектурная школа (азерб. Şirvan-Abşeron memarlıq məktəbi) — одна из архитектурных школ, распространённых в средние века на территории современного Азербайджана, в историческом Ширване. Зародилась примерно в VIII—IX вв. Переживала расцвет в XI—XV вв.
Школа объединяла особенности стиля зодчих, творивших на территории государства Ширваншахов. Для ширвано-апшеронской школы традиционен контраст глади каменных стен с пластикой скупо применяемых архитектурных элементов. Одной из особенностей ширвано-апшеронской архитектурной школы является последовательная обтёсанность и лёгкость тяжёлых архитектурных форм оборонительных сооружений. Важную часть этого процесса отражает минарет мечети Мухаммеда в Баку (1078). В этом памятнике нашли отражение как характерные для оборонительных сооружений тяжесть материала, так и обработка таких деталей как китабе.
Ценные архитектурные памятники ширвано-апшеронской школы в Шемахе не сохранились до наших дней. В Баку и его пригородах, в Дербенте, в селе Хазра Габалинского района, в городе Гобустан сохранились здания, построенные в XII—XV вв. и отражающие в себе художественно-архитектурные качества. Среди памятников ширвано-апшеронской архитектурной школы можно назвать комплекс дворца Ширваншахов в Баку, Сабаильский замок, Девичью башню, Мавзолей Дири Баба в городе Гобустан. На некоторых памятниках ширвано-апшеронской архитектурной школы запечатлены псевдонимы зодчих («Шамахи», «Шамаки», «Ширвани»).